# زبان‌های ایجادشده توسط جی. آر. آر. تالکین

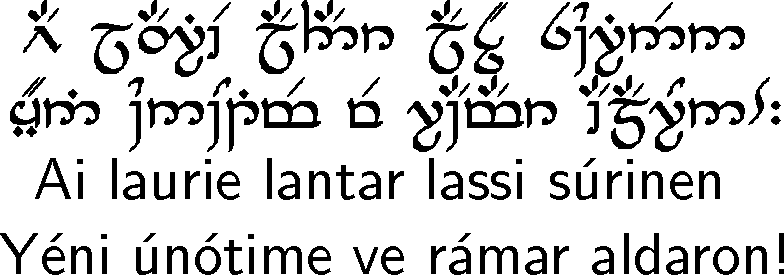
نمونه ای از نوشتن کوئنیا به زبان تنگوار

زبان‌های آردا زبان‌هایی ساختگی هستند که توسط جی. آر. آر. تالکین ساخته و در رشته‌افسانهٔ وی از جمله هابیت، ارباب حلقه‌ها و سیلماریلیون استفاده شده‌اند. استفاده از این زبان‌ها برای ایجاد حالت واقعی‌مانند و دادن جنبه‌های زبان‌شناختی به نام‌ها و واژه‌های این داستان‌ها اهمیت دارند، امری که در بسیاری از دیگر داستان‌های تخیلی عموماً نادیده گرفته شده‌است.
در بحث زبان‌های اختراعی تالکین دو جنبه مطرح می‌گردد: تاریخچهٔ آن‌ها در دنیای حقیقی، که تالکین به عنوان یک واژه‌شناس آن‌ها را توسعه بخشید و تاریخچهٔ خیالی آن‌ها که در تاریخ سرزمین میانه به صورت خیالی توسعه می‌یابد.

## تاریخچهٔ دنیای حقیقی
تالکین واژه‌شناس حرفه‌ای در زبان‌های ژرمنی کهن و متخصص زبان انگلیسی باستان بود و برخی از آثار خود را با ایده گرفتن از زبان های کهن خلق کرد مانند زبان دورفی که بسیار به زبان کهن نورس یا رونی شباهت دارد. او همچنین به زبان‌هایی خارج از رشتهٔ خودش علاقه داشت ازجمله عشق ویژه‌اش نسبت به زبان فنلاندی.
دستگاه صرفی زبان فنلاندی در بخشی از رشد زبان ساختگی کوئنیایی توسط تالکین نقش داشت. یکی دیگر از علاقه‌مندی‌های تالکین زبان ولزی بود-و ویژگی‌های واجی زبان ولزی راه می‌توان در زبان سینداری او مشاهده کرد. تالکین در آثار خود واژه‌های بسیاری را از زبان‌های زنده وام گرفته‌است ولی در ادامه کار خود از تعداد این وام‌واژه‌ها کاست. به این خاطر کوشش‌هایی که اکنون برای مرتبط دانستن بسیاری از کلمات زبان الفی با زبان‌های زنده می‌شود چندان قابل اطمینان نیست.
زبان‌سازی سرگرمی عمدهٔ تالکین در زمان حیاتش بود.  اختراع زبان همیشه ارتباط محکمی با اسطوره‌شناسی که تالکین توسعه داد، دارد. چرا که او متوجه شد زبان بدون تاریخچه‌ای از مردمانی که به آن صحبت می‌کردند کامل نخواهد شد همان‌طور که این افراد ممکن است هرگز کاملاً واقعی نباشند اگر فقط از طریق زبان انگلیسی تصور شوند یا به این زبان صحبت کنند. 
اگرچه زبان‌های الفیِ سینداری و کوئنیایی مشهورترین و کامل‌ترین زبان‌های اختراعی تالکین برای داستان‌هایش هستند ولی این‌دو به هیچ‌وجه همه آنها نیستند. این‌دو متعلق به خانوادهٔ گویش‌های الفی هستند که از الدارین مشترک سرچشمه گرفته است، زبانی مشترک بین همهٔ الدار که به نوبهٔ خود از کوئنیایی قدیم سرچشمه گرفته است، ریشه مشترک زبان الدار و آواری‌ها. به‌علاوه خانوادهٔ زبانی جداگانه‌ای وجود دارد که توسط انسان‌ها به‌کار برده می‌شود، که برجسته‌ترین عضو آن وستورن (مشتق شده از زبان آدونائیک نومه‌نوری‌ها) یا زبان مشترک مردم ارباب حلقه‌ها بود. طرح چند زبان جداگانه دیگر نیز وجود دارد همچون ربان خازدول دورفی. زبان‌های دیگر، والارین (زبان والار) و زبان سیاه که توسط سائورون در دوران دوم ساخته شد، هستند.

## تاریخچهٔ خیالی

### زبان‌شناسی سرزمین‌میانه
در تاریخ سرزمین میانه زبان الف‌ها با مهاجرت دسته‌ای از آنها به آمان از هم جدا شد. دسته‌ای به آمان رفتند و دسته‌ای جا ماندند و این منشأ جدایی کوئنیایی و سینداری از هم شد.
البته این برداشت هم هست که جدایی زبان‌ها به خاطر دور شدن قلب سخنرانان آن‌ها از یکدیگر است، مثلاً رهبر الف‌های خاکستری سیندار (الوه سینگلو) تنفر شدیدی نسبت به خاندان فیانور به‌خاطر کردارشان داشت و اجازه نمی‌داد زبان آنها در سرزمینش استفاده شود. همچنین زبان نولدوری نیز طی سالیان به‌خاطر غرور خودشان تغییراتی درش ایجاد شد.
اختراع زبان در تاریخ سرزمین‌میانه به رومیل نسبت داده شده است، کسی که برای اولین بار الفبا را اختراع کرد: ساراتی (به معنای «حروف»). فیانور بعدها این خط را پیشرفت داد و به تنگوار توسعه بخشید و توسط نولدور به سرزمین‌میانه آورده شد و بعد از آن همیشه استفاده می‌شد. درون دوریاتی جدا از رومیل و فیانور خط رونی سیرف را ابداع کرد. این خط فقط برای کتیبه‌ها استفاده می‌شد در غیر اینصورت از خط تنگوار استفاده می‌شد مگر در بین دورف‌ها.
== خط و املا == ژون

## فهرست زبان‌ها

### زبان‌های الفی:
- کوئنایی بدوی
- زبان آواری (حداقل شش زبان)
- الداری مشترک
- کوئنیا
- کوئنایی وانیار
- کوئنایی نولدور
- تلری مشترک
- تلری والینوری
- سینداری
- ناندور (تأثیر گرفته از آواری)

### ۲. زبان انسان‌ها: (همه تأثیر گرفته از آواری همچنینخازدول)
- زبان اجداد خاندان اول و سوم آتاناتاری
- تالیسکا (دو لهجه)
- آدونائیک
- وستورن یا زبان مشترک (تأثیر گرفته از سینداری و زبان اریادور)
- زبان هابیتی (تأثیر گرفته از زبان مردم شمال)
- آدونائیک سیاه زبان نومه‌نوریان سیاه
- زبان مردم اریادور در دوران دوم
- زبان مردم شمال
- زبان مردمان دیل
- روهیریک
- زبان اجداد خاندان دوم آتاناتاری
- زبان هالادین
- دون‌لندی
- زبان دراگ
- زبان مردمان دروداین بره‌تیل
- زبان مردمان ووز جنگل دروداین
- تعداد زیادی زبان هارادریمی
- تعداد زیادی زبان ایسترلینگ‌ها

### ۳. زباندورف‌ها
- خازدول
- ایگلیشمگ

### ۴. زبانانت‌ها
- آنتی قدیمی
- آنتی جدید

### ۵. زبانآینور(والارو مایار)
- والارین
- زبان سیاه (ساخته شده توسط سائورون)

### ۸. انواع پیش‌پاافتادهٔ زبان
- زبان ترول‌ها
- زبان وارگ‌ها